# Zeuxine
Zeuxine är ett släkte av orkidéer. Zeuxine ingår i familjen orkidéer.

## Dottertaxa tillZeuxine, i alfabetisk ordning[1]
- Zeuxine affinis
- Zeuxine africana
- Zeuxine agyokuana
- Zeuxine amboinensis
- Zeuxine andamanica
- Zeuxine assamica
- Zeuxine baliensis
- Zeuxine ballii
- Zeuxine bidupensis
- Zeuxine bifalcifera
- Zeuxine blatteri
- Zeuxine bougainvilleana
- Zeuxine clandestina
- Zeuxine cordata
- Zeuxine curvata
- Zeuxine dhanikariana
- Zeuxine diversifolia
- Zeuxine elatior
- Zeuxine elmeri
- Zeuxine elongata
- Zeuxine erimae
- Zeuxine exilis
- Zeuxine flava
- Zeuxine fritzii
- Zeuxine gengmanensis
- Zeuxine gilgiana
- Zeuxine glandulosa
- Zeuxine goodyeroides
- Zeuxine gracilis
- Zeuxine grandis
- Zeuxine integrilabella
- Zeuxine kantokeiensis
- Zeuxine kutaiensis
- Zeuxine lancifolia
- Zeuxine leucoptera
- Zeuxine leytensis
- Zeuxine lindleyana
- Zeuxine longilabris
- Zeuxine lunulata
- Zeuxine macrorhyncha
- Zeuxine madagascariensis
- Zeuxine marivelensis
- Zeuxine membranacea
- Zeuxine mindanaensis
- Zeuxine montana
- Zeuxine nervosa
- Zeuxine niijimae
- Zeuxine oblonga
- Zeuxine odorata
- Zeuxine ovata
- Zeuxine palawensis
- Zeuxine palustris
- Zeuxine pantlingii
- Zeuxine papillosa
- Zeuxine parvifolia
- Zeuxine petakensis
- Zeuxine philippinensis
- Zeuxine plantaginea
- Zeuxine pulchra
- Zeuxine purpurascens
- Zeuxine reflexa
- Zeuxine regia
- Zeuxine reginasilvae
- Zeuxine rolfiana
- Zeuxine rupestris
- Zeuxine samoensis
- Zeuxine stammleri
- Zeuxine stenophylla
- Zeuxine strateumatica
- Zeuxine tjiampeana
- Zeuxine triangula
- Zeuxine weberi
- Zeuxine wenzelii
- Zeuxine violascens
- Zeuxine viridiflora